# جامعة كولونيا للعلوم التطبيقية
جامعة كولونيا للعلوم التطبيقية (المعاهد الجامعية المتخصصة كولن) هي مؤسسة للتعليم العالي في كولونيا، ألمانيا، التي أنشئت في عام 1971. تم إنشاؤها من اندماج العديد من الكليات الأصغر حجما، مثل مدرسة التجارة في مقاطعة رويال التي تأسست في عام 1833، والتي سميت فيما بعد بكلية التجارة في مدينة كولونيا في 15 ديسمبر 1879.
جامعة كولونيا للعلوم التطبيقية هي أكبر جامعة للعلوم التطبيقية في ألمانيا من حيث عدد الطلاب حيث يبلغ عدد طلابها حتى عام 2011 (16000) طالب ٬ وتملك هيئة تدريسية من (1000) مدرس منهم (400)بروفسور.

## معرض صور

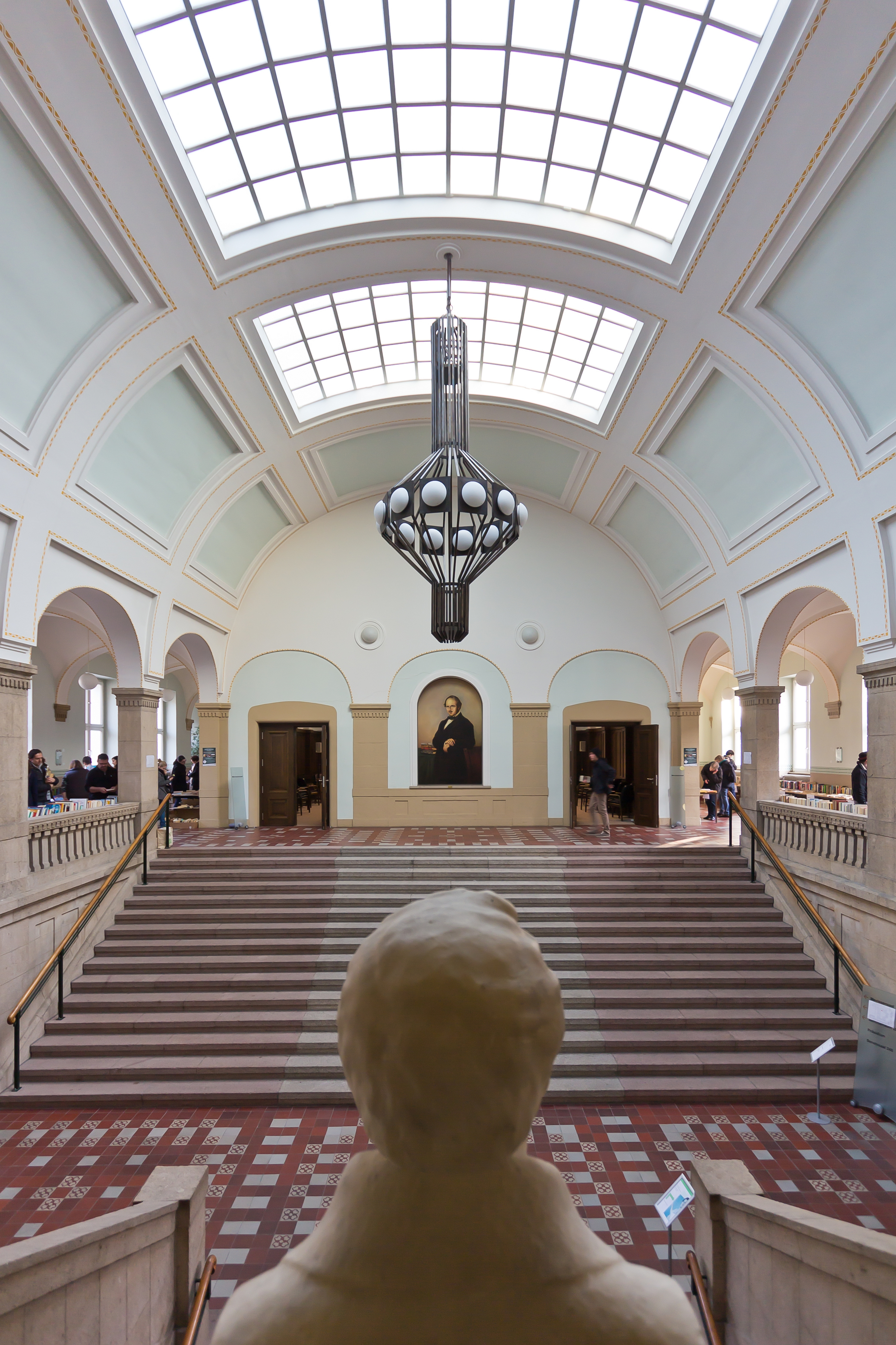
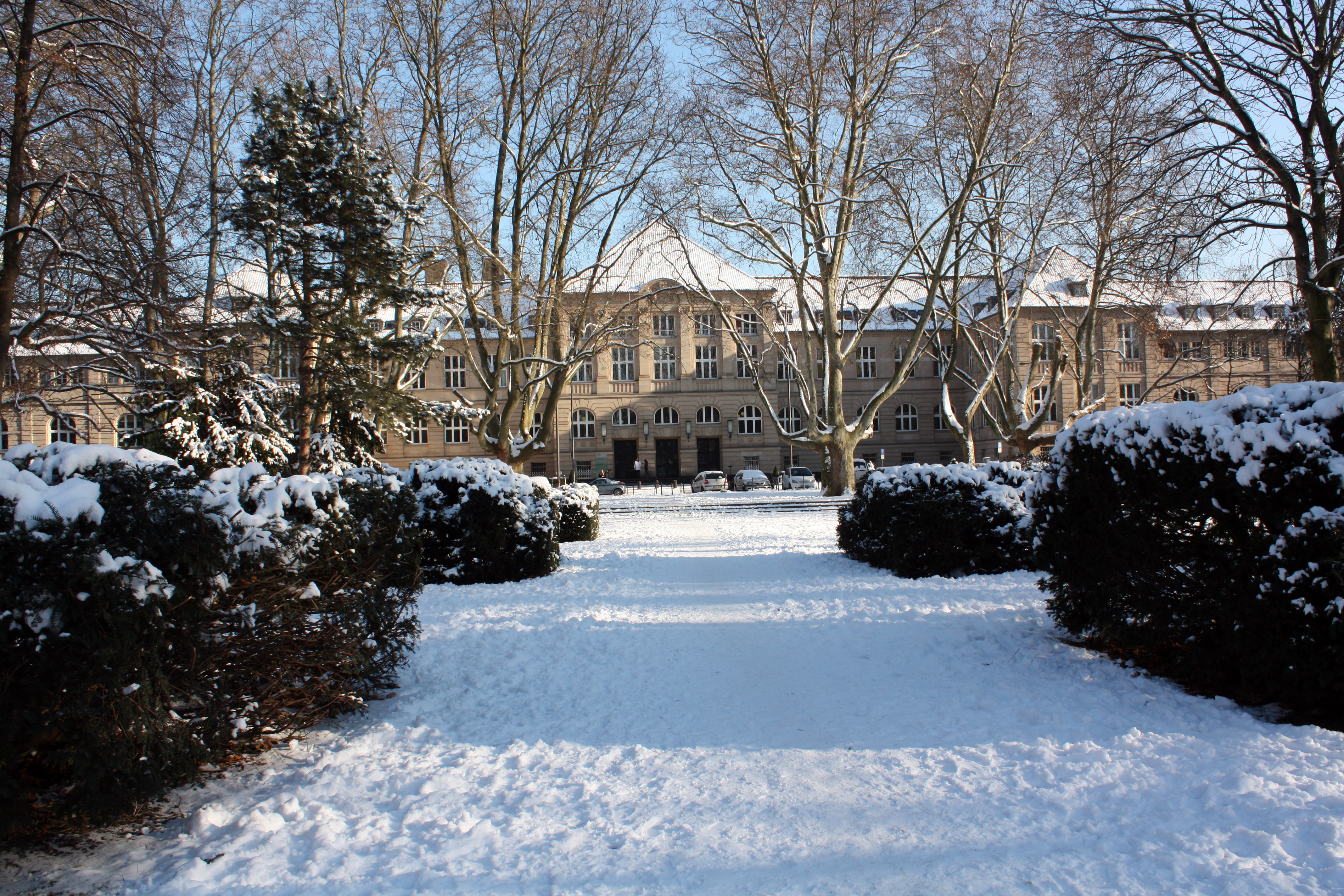
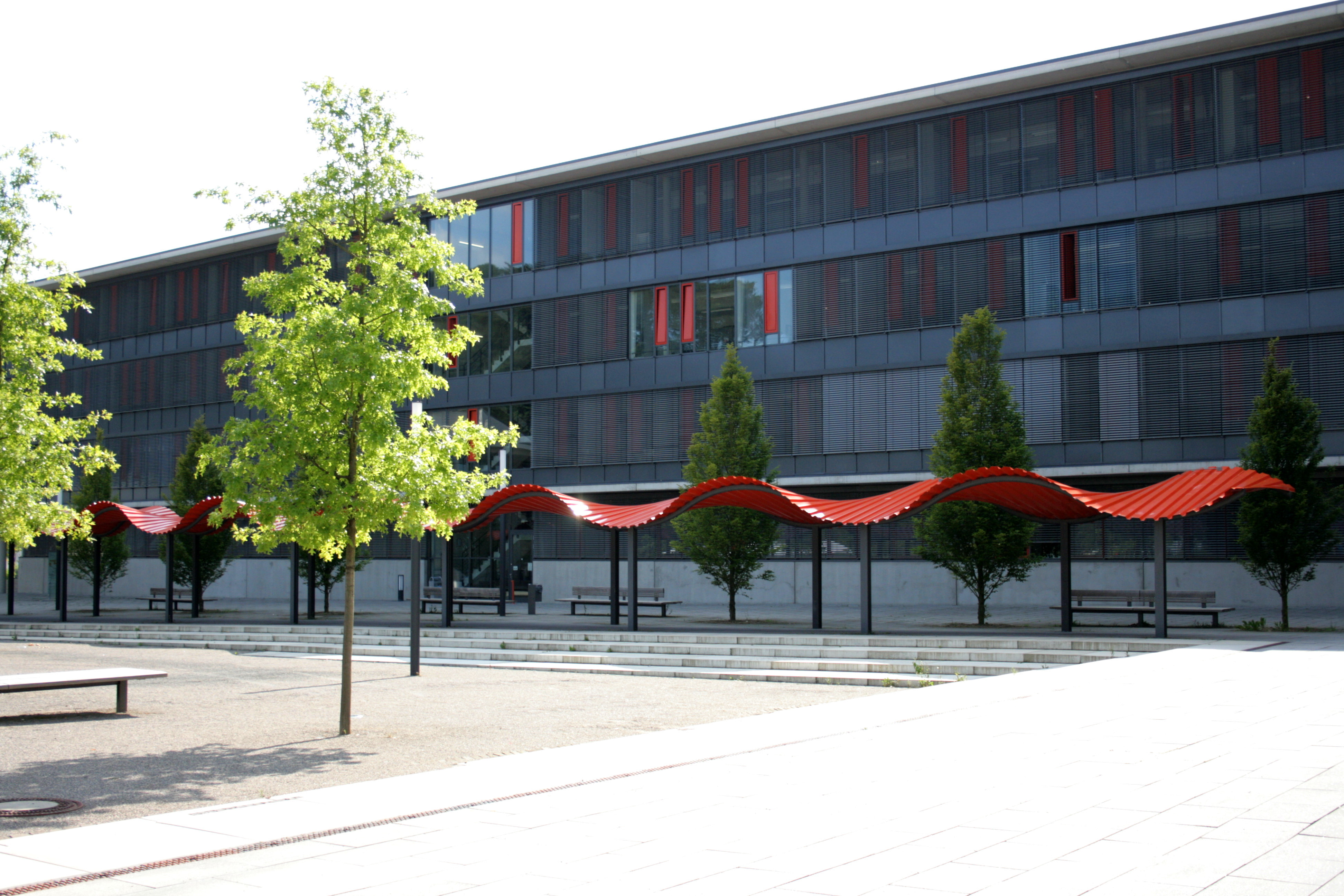
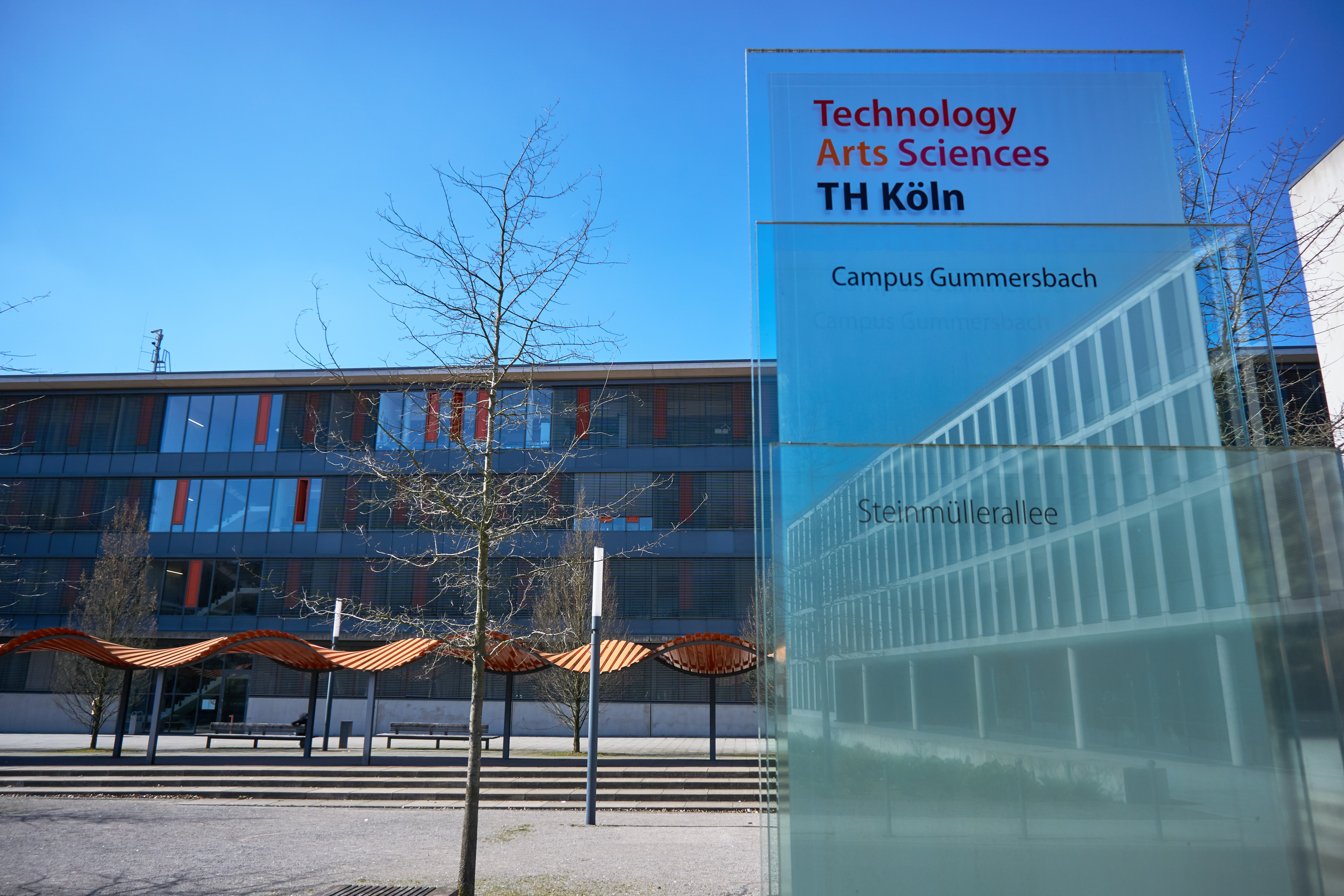
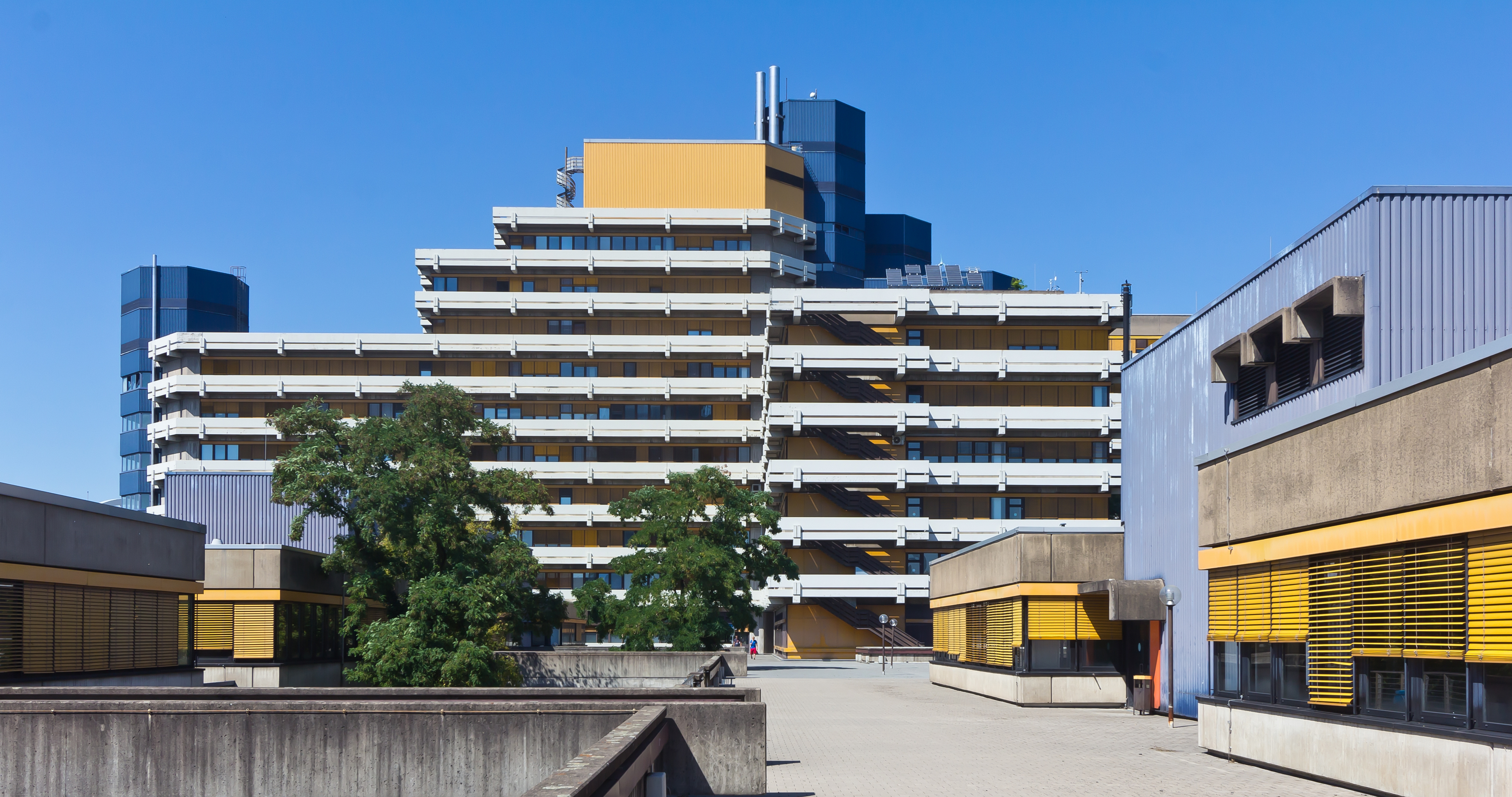
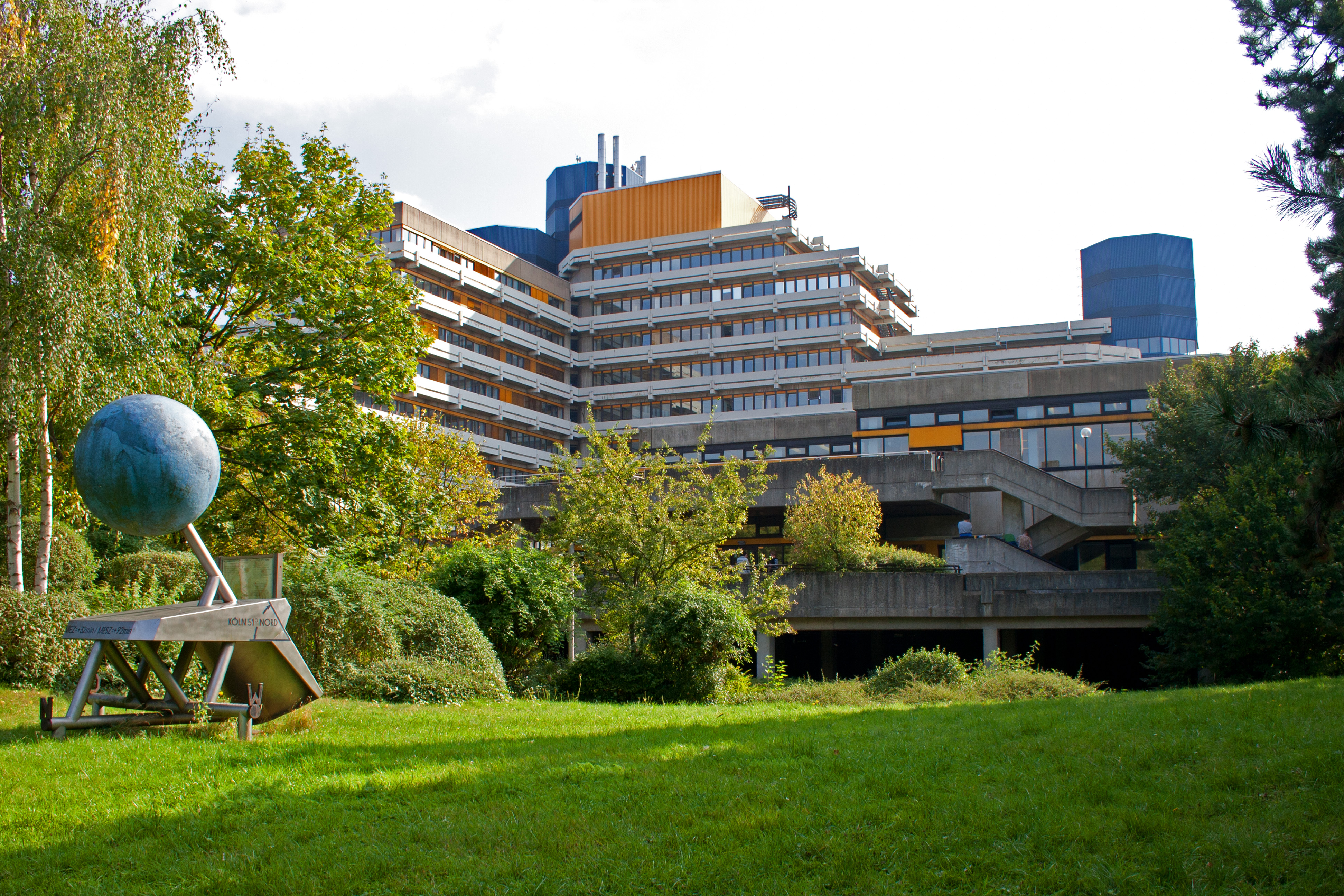

## وصلات خارجية
- الموقع الرسمي لجامعة كولونيا